# Гайдук Іван Іларіонович
Іва́н Іларіо́нович Гайду́к (1923—1985) — радянський військовик, в роки Другої світової війни — командир відділення 172-го гвардійського стрілецького полку 57-ї гвардійської стрілецької дивізії 8-ї гвардійської армії, гвардії старший сержант. Повний кавалер ордена Слави, позбавлений нагород у 1952 році.

## Життєпис
Народився в селі Устинівка, нині — селище міського типу, районний центр Кіровоградської області, в селянській родині. Українець. Здобув початкову освіту.
З початком німецько-радянської війни залишився на тимчасово окупованій території у своєму селі. У квітні 1943 року вступив на службу до поліції. Брав участь у каральних акціях проти радянських громадян, виконував завдання з конвоювання затриманих, по охороні військових об'єктів, залізниці. З наближенням Червоної армії відступив разом з німцями.
До лав РСЧА призваний Вознесенським РВК Одеської (нині — Миколаївської) області 8 квітня 1944 року. Воював на 3-му Українському та 1-му Білоруському фронтах.
20 липня 1944 року стрілець 3-го стрілецького батальйону 172-го гвардійського стрілецького полку 57-ї гвардійської стрілецької дивізії гвардії рядовий І. І. Гайдук з ручним кулеметом одним з перших форсував річку Західний Буг, відбив 2 атаки ворога, знищивши при цьому 10 солдатів супротивника. 25 липня, у бою за місто Пулави (Люблінське воєводство, Польща), йшов попереду наступаючих підрозділів і вогнем з ручного кулемета забезпечив успішне просування радянської піхоти. В ході бою особисто знищив 6 і полонив 4 солдатів супротивника.
3 лютого 1945 року, у бою по відбиттю контратаки ворога на Одерському плацдармі, навідник станкового кулемета гвардії рядовий І. І. Гайдук влучним вогнем з кулемета подавив 2 вогневих позиції ручних кулеметів, знищивши при цьому 13 солдатів і офіцерів супротивника. Наступного дня, у бою за залізничну станцію Рейтвейн, вогнем з кулемета подавив вогневу позицію ворога, що заважала наступу піхоти, знищивши при цьому 7 солдатів супротивника.
У наступальних боях 16—20 квітня 1945 року командир відділення гвардії старший сержант І. І. Гайдук виявив себе хоробрим і мужнім воїном. При штурмі міста Зелов (Німеччина) першим зі своїм підрозділом увірвався на околицю міста, гранатою знищив кулемет з обслугою, вогнем з автомата знищив 6 і полонив 4 ворожих солдатів. Першим форсував річку Флісс і, увірвавшись до ворожих траншей, у рукопашній сутичці знищив 3 солдатів супротивника. Вміло організував відбиття контратаки.
Після демобілізації повернувся у рідне село. 9 жовтня 1951 року Військовим трибуналом військ МДБ Кіровоградської області засуджений за статтею 54-1 КК УРСР («зрада батьківщині») до 10 років позбавлення волі у виправно-трудових таборах.
Відбувши покарання, мешкав у місті Кривий Ріг Дніпропетровської області, де й помер.

## Нагороди
Нагороджений орденом Вітчизняної війни 2-го ступеня (11.03.1985).
Був нагороджений орденами Слави 1-го (15.05.1946), 2-го (17.03.1945) та 3-го (27.07.1944) ступенів і медаллю «За перемогу над Німеччиною».